# Elspeth Reoch

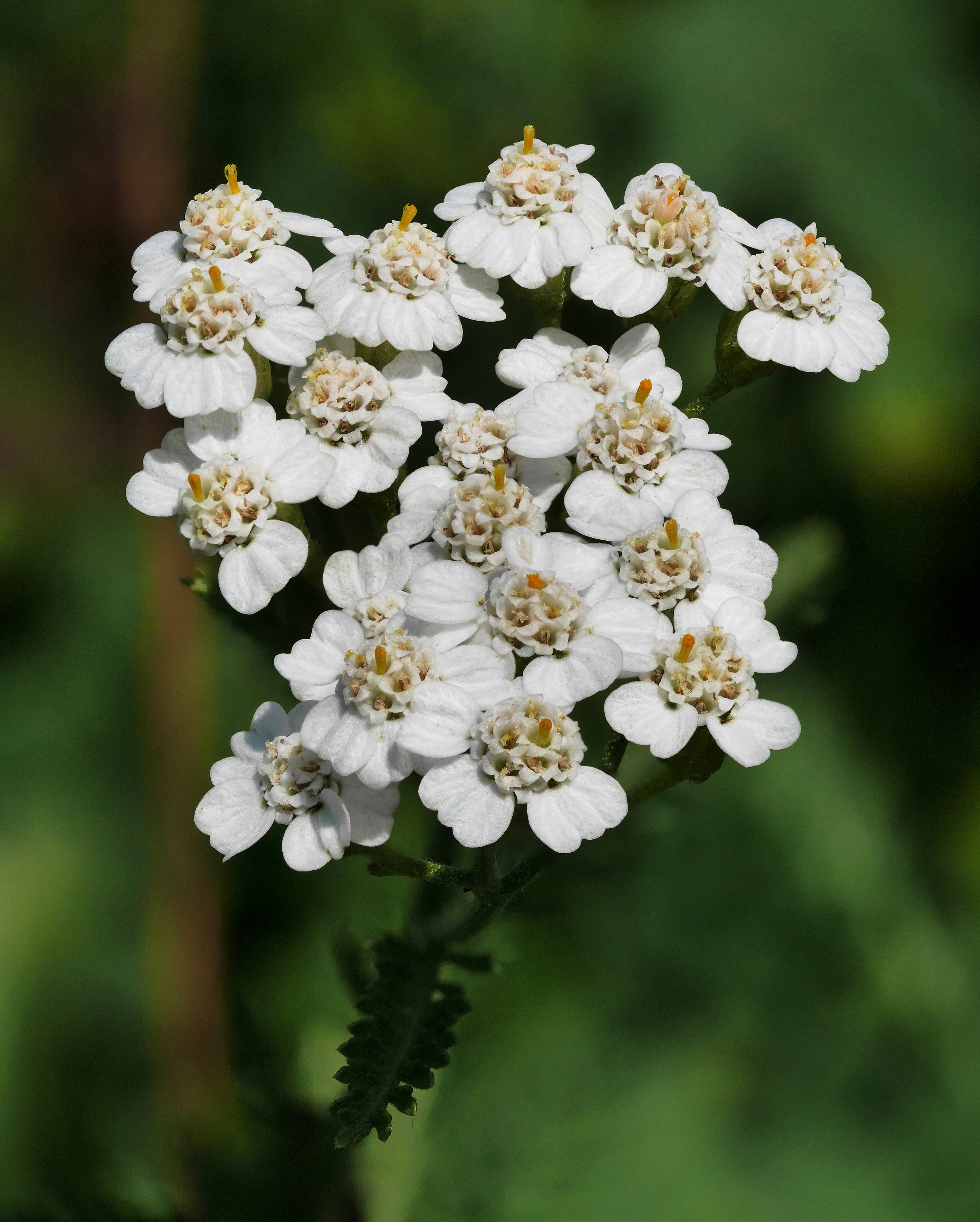
Se consideraba localmente que la milenrama tenía muchas propiedades mágicas, entre ellas curar enfermedades y conferir clarividencia; Reoch arrancaba pétalos mientras cantaba para crear hechizos mágicos.

Elspeth Reoch (ejecutada en Kirkwall en 1616) fue una supuesta bruja escocesa. Nació en Caithness, pero cuando era niña pasó un tiempo con familiares en Lochaber antes de viajar a  Mainland.
La implementación de la Ley de Brujería Escocesa de 1563 convirtió la brujería en un delito capital en Escocia, y por lo tanto castigado con la muerte.
Los primeros años del siglo XVII fueron una época de agitación política en las islas, ya que se produjo la transición de poder entre Patrick Stewart, segundo conde de las Orcadas y el fiel obispo episcopaliano James Law. Una vez en el poder, el obispo Law promovió reformas judiciales en 1614 que los estudiosos consideran que tuvieron un impacto significativo en los juicios por brujería en las islas. Cualquier referencia a un hada en las declaraciones dadas a los interrogadores por supuestas brujas era rutinariamente cambiada por diablo o demonio.
En su juicio en Kirkwall el 12 de marzo de 1616, Reoch confesó los cargos de brujería y de engañar a los isleños fingiendo que era muda. Afirmó que había recibido instrucciones sobre cómo adquirir poderes mágicos cuando tenía doce años mientras se encontraba con una tía en Lochaber y afirmó tener habilidades de clarividencia. También profesaba ser capaz de inducir o curar enfermedades recitando cánticos mientras arrancaba pétalos de milenrama. Su estilo de vida era el de una vagabunda que usaba su magia para mantenerse.
Reoch fue declarada culpable y ejecutada por estrangulamiento; su cuerpo fue quemado esa tarde.

## Fondo
Los isleños de las Orcadas tenían una larga tradición de creencias de brujería, hechicería y criaturas sobrenaturales. Los poderes mágicos eran aceptados como parte de la vida y no se cuestionaban. La caza de brujas en Escocia comenzó alrededor de 1550; el parlamento de María, reina de Escocia, aprobó la Ley Escocesa sobre la Brujería en 1563, que establecía que la condena por brujería fuera la pena capital. Aunque el archipiélago de las Orcadas estuvo oficialmente bajo jurisdicción noruega hasta 1611, de hecho era regido por Escocia desde 1468  bajo el gobierno de condes escoceses.  Patrick Stewart, segundo conde de las Orcadas, conocido como Black Patie, gobernaba las islas en 1594 en el momento de los primeros juicios por brujería  pero los primeros años del siglo XVII fueron un período de agitación política. Black Patie fue encarcelado y finalmente ejecutado después de enfurecer al rey Jacobo I, quien nombró a James Law, un episcopaliano acérrimo, como obispo de las Orcadas.  Law asumió el papel de sheriff y supervisó los juicios posteriores. La historiadora Liv Helene Willumsen  considera que las reformas judiciales iniciadas por el obispo Law alrededor de 1614 y la restauración de los obispos tuvieron un impacto significativo en los juicios de brujas, pero no lograron mejorar la neutralidad de los procedimientos.

## Vida personal
Reoch tenía una hermana y un hermano y su padre, Donald Reoch, era un gaitero al servicio del conde de Caithness.  Aunque nació en Caithness, permaneció en Lochaber, donde vivían al menos dos de sus tías, antes de llegar a las Orcadas. 
No existen registros claros del estado civil de Reoch, pero tuvo al menos dos hijos con dos hombres.  Después del nacimiento de su primer hijo Reoch sostuvo que no podía hablar. Para entonces su padre había muerto, dejando a su hermano como su pariente de mayor edad. Él la golpeó violentamente en sus intentos de obligarla a hablar. Utilizando una forma de tortura similar a una empleada posteriormente por Graham de Claverhouse, apretó una cuerda de arco alrededor de su cabeza; también utilizó una brida con un bocado de hierro para golpearla. Las palizas no dieron resultado, por lo que la obligó a asistir a la iglesia con él para orar por ayuda para curarla; Reoch, sin embargo, permaneció muda durante un largo período. 
El historiador de las Orcadas, Ernest Marwick, describe su vida como de vagabunda, una persona con tendencias nómadas o una mendiga, cuyas afirmaciones de percepción extrasensorial le proporcionaban un ingreso.  La considera "inofensiva", una "pobre criatura engañada, muy maltratada por hombres a quienes ella tomaba por hadas". Es posible que haya sufrido algún tipo de parálisis del sueño y también haya sido sometida a algún tipo de trauma, posiblemente violación o incesto, recuerdos de los cuales formaron la base de la historia que contó a sus interrogadores. La historiadora Diane Purkiss especula que el hermano de Reoch puede haber sido su pareja incestuosa aunque esta opinión no es compartida por otros estudiosos.

## Acusaciones y confesión
Durante el interrogatorio, Reoch declaró que cuando tenía doce años se encontraba en Lochaber con una de sus tías. Mientras estaba de pie al lado del lago, esperando un bote, se le acercaron dos hombres, uno vestido de negro y el otro con una tela escocesa de color verde. El hombre de verde le dijo que pensaba que ella era bonita; a pesar de las protestas de su compañero, que sentía que Reoch sería incapaz de guardar un secreto, el hombre sugirió que podría decirle a la muchacha cómo saber todo lo que ella quisiera. Deseosa de poseer poderes místicos, Reoch lo presionó para que le dijera qué hacer. Le dijo que debía hervir un huevo, pero que no debía comerlo. En lugar de eso, debía usar la condensación de la cocción del huevo para frotarse los ojos con las manos sucias, lo que le daría el poder de ver y saber todo lo que quisiera. 
Ella dijo que el hombre vestido de verde le dijo que fuera a la casa de otra de sus tías que tenía una viuda y su nieta alojadas o de visita. La familia no sabía que la niña, que tenía una edad similar a la de Reoch, estaba embarazada de un hombre casado hasta que Reoch la confrontó al respecto delante de ellos. Después de negar inicialmente la acusación, la niña le rogó a Reoch que la ayudara a malograr el embarazo, pero ella se negó y le dijo que le preguntara a Allan McKeldow quien también se negó a involucrarse. Apenas dos años después, cuando Reoch acababa de dar a luz su propio hijo ilegítimo, uno de los hombres apareció nuevamente junto a su cama en la casa de su hermana. Ella admitió que se acostó con el "hombre hada" después de que él insistiera visitándola durante tres noches seguidas; este era el hombre que estaba vestido de negro cuando los encontró por primera vez en la orilla del lago. Ella afirmó que se trataba de un pariente llamado Johne Stewart, que había fallecido tras un colapso fatal, y que le informó que "no estaba ni muerto ni vivo, sino que estaba atrapado para siempre entre el cielo y la tierra". Le dijo que para conservar sus habilidades mágicas "de ahora en adelante debería ser muda". 
Reoch confesó que, utilizando sus habilidades de clarividencia, más tarde había visto a un grupo de hombres en una reunión de bebida por la tarde en la casa de Edmond Callendar. Entre estos hombres se encontraban Patrick Traill, el hombre del que estaba embarazada entonces, y Robert Stewart, el hijo ilegítimo de Black Patie; todos tenían cuerdas alrededor de sus cuellos. La predicción se había hecho antes de que el conde de Caithness llegara a las islas. También admitió haber creado un hechizo mágico para curar enfermedades cantando "In nomine Patris, Filii, et Spiritus Sancti" mientras tiraba de los pétalos de la hierba milenrama entre su pulgar y su dedo índice. 

## Juicio
A diferencia del continente escocés, donde el Consejo Privado gestionaba los juicios, no hay registros de su participación en las Orcadas, donde, a partir de 1615, el Procurador Fiscal instigó audiencias en el Tribunal del Sheriff o eran escuchadas por los ancianos de la iglesia. Era común que los interrogadores transcribieran la palabra diablo o demonio en lugar de cualquier denominación para un hada que una supuesta bruja pudiera haber usado en su declaración. Los cargos fueron presentados contra Reoch por Robert Coltart, el Procurador Fiscal designado por el obispo Law. Se la acusó de engañar a los súbditos del Rey con su farsa de no poder hablar y de cometer el "abominable y divinísimo crimen de brujería". 
En su juicio del 12 de marzo de 1616 en Kirkwall, Reoch admitió haber tenido varias citas con el Diablo, que había asumido la forma de un hada; dijo que uno de los encuentros ocurrió en Halloween.  En una de sus citas le informó que en las "Orcadas sus sacerdotes habían desaparecido porque había demasiados ministros allí". 
Reoch fue declarada culpable y ejecutada; fue estrangulada y luego su cuerpo fue quemado esa tarde. 